# Артур и Минимоји
Артур и Минимоји (фр. Arthur et les Minimoys) француски је анимирани/играни филм из 2006. године који је настао по књигама Лика Бесона, који је и режирао филм.
У Француској је имао премијеру 29. новембра 2006. и имао је ограничено приказивање. Филм је добио негативне критике од критичара, но био је веома успешан међу гледаоцима у Француској и остатку света, те су произашла и два наставка - Артур и Малтазарова освета и Артур 3: Рат два света. Филм је добио Имагина награду у категорији Prix du Long-Métrage. Саундтрек филма је објављен 9. јануара 2007. године.
У Србији је имао премијеру 28. децембра 2006. у Дому синдиката у Београду. Премијери је присуствовао и редитељ филма Лик Бесон. Биоскопску дистрибуцију и ДВД издање је радила кућа Провижн, а синхронизацију на српски језик - студио Лаудворкс. Филм је с годинама у Србији стекао култни статус, као и српска синхронизација, која се састоји од великана српског глумишта.

## Радња
Године 1960., главни јунак, десетогодишњак Артур, живи са својом баком Дејзи у тихој сеоској кући у руралној средини у Конектикату. Његов дека Арчибал је скоро нестао и ретко се виђа са родитељима, презаузетим послом. Дејзи забаља Артура причама о пустоловинама његовог деке у Африци, укључујући приче о Бого Матасалајима и маленим Минимојима, који сада живе у Арчибалдовој башти, чувајући кутију рубина. Артур постаје задивљен Селенијом, принцезом Минимоја. Када Дејзи добије рок од два дана да исплати велику суму новца грађевинском предузимачу Ернесту Давиду, који планира да их исели, Артур тражи рубине како би отплатио дуг и наилази на разне трагове свога деке. У башти се среће са Бого Матасалајима, који смањују Артура на величину Минимоја. Од Минимоја Артур сазнаје да су они у опасности од Малтазара, Минимојског ратног јунака који влада суседним Некрополисом, након што је отрован од стране црне удовице, са којом има сина Даркоса.
Артур вади зачарани мач из камена и користи га како би заштитио Минимоје од Малтазарових војника. Краљ Минимоја, Сифрат, шаље Артура у Некрополис са својом ћерком Селенијом и сином Бетамешом, како би поразили Малтазара. На путу су у два наврата нападнути од стране Малтазарових војника. У Некрополису Селенија пољуби Артура, те га учини њеним мужем и могућим наследником и сама се суочава са Малтазаром. Када сазна да је већ пољубила Артура, те да му не може предати своје може и излечити га од отрова, Малтазар заробљава све троје, који у ћелији налећу на Арчибалда. Касније се Артур и његов деда враћају у људски облик, док је мало времена преостало пре него Малтазарова поплава доспе до Минимоја. Уз помоћ Мина, давно изгубљеног сина краљевског саветника Мира, Артур преусмерава поплаву на Некрополис, где Малтазар напушта саборце и сина, а рубини испливају на површину земље. Арчибалд плаћа Давиду једним рубином, а када он покуша да их узме све, Бого Матасалаји га хватају и предају надлежним органима. Филм се завршава Артуровом молбом Селенији да сачека његов повратак, на шта она пристаје.

## Улоге
| Име лика       | Име глумца      | Име глумца (српски језик) |
| -------------- | --------------- | ------------------------- |
| Артур          | Фреди Хајмор    | Паулина Манов             |
| Селенија       | Мадона          | Софија Јуричан            |
| Бетамеш        | Џими Фелон      | Марија Дакић              |
| Бака Дејзи     | Мија Фароу      | Весна Станковић           |
| Дека Арчибалд  | Рон Крофорд     | Ђуза Стојиљковић          |
| Малтазар       | Дејвид Боуи     | Бранимир Брстина          |
| Даркос         | Џејсон Бејтман  | Бода Нинковић             |
| Краљ Сифрат    | Роберт де Ниро  | Бранко Јеринић            |
| Ернест Давидо  | Адам Лефевр     | Феђа Стојановић           |
| Макс           | Снуп Дог        | Младен Андрејевић         |
| Артурова мама  | Пени Балфур     | Гала Алексић              |
| Артуров тата   | Даглас Рaнд     | Бранислав Зеремски        |
| Путнички агент | Дејвид Боуи     | Срђан Карановић           |
| Миро           | Харви Кајтел    | Марко Живић               |
| Куламасај      | Ентони Андерсон | Огњен Јанковић            |
| Скелеџија      | непознато       | Бранислав Зеремски        |
| Поглавица      | непознато       | Драгољуб Љубичић          |
| Продавачица    | непознато       | Јелена Ђорђевић Поповић   |
| Мајстор        | непознато       | Предраг Ђорђевић          |
| Антиквар       | непознато       | Срђан Јовановић           |
| Исељивач       | непознато       | Лако Николић              |